# Teología propia
Teología propia, teología propiamente dicha o teontología es el locus (área de estudio) de la teología sistemática que trata del estudio de Dios y, específicamente, del Dios Padre. Sus áreas clásicas de investigación son a cuestión de la existencia de Dios, los atributos divinos, la Santísima Trinidad, la doctrina del decreto divino, creación, providencia y teodícea.